# Suối Cát, Cam Lâm
Suối Cát là một xã thuộc huyện Cam Lâm, tỉnh Khánh Hòa, Việt Nam.
Xã Suối Cát có diện tích 101,42 km², dân số năm 1999 là 7767 người và đến năm 2009 là 9045 mật độ dân số đạt 89 người/km².